# Roger Dillemans
Roger baron Dillemans (Neerijse, 15 juli 1932) is een Belgisch jurist en voormalig rector van de Katholieke Universiteit Leuven.

## Levensloop
Roger Dillemans is de zoon van Paul Dillemans, serrekweker en grootinvalide van de Tweede Wereldoorlog, en van Louiza Marchal. Hij is in 1957 getrouwd en kreeg vier zoons, onder wie de kunstschilder Sam Dillemans.
Dillemans studeerde rechten, notariaat en filosofie aan de KU Leuven. Hij vervolgde zijn studies bij de Harvard-universiteit. Bij het behalen van zijn Master of Laws in 1958 ontving hij de Addison Brown Prize. Bij de professoren Albert Dondeyne en Alphonse De Waelhens maakte hij zijn licentiaatsverhandeling in de filosofie over Het personalisme bij Emmanuel Mounier. De filosofie van Mounier zou hem blijven inspireren in onder andere zijn werk betreffende het familierecht. In 1960 werd hij doctor in de rechten en licentiaat in het notariaat aan de KU Leuven.
Hij bouwde een carrière uit als deskundige in het familierecht en familiaal vermogensrecht enerzijds en in het sociaal zekerheidsrecht anderzijds. Hij werd in Leuven aangesteld als docent in erfrecht en sociaal recht. Verder produceerde hij in 1971 een bekroond handboek over het notariaat. Andere publicaties in 1976 en 1984 in het familiaal recht volgden. Dillemans specialiseerde zich enerzijds in (vaak losbladige en aanvulbare) publicaties bestemd voor de professionelen van de rechtsbedeling, anderzijds in boeken bestemd voor het grote publiek, om ze 'wegwijs' te maken. In de meeste gevallen trad hij op als coauteur, samen met andere auteurs, meestal collega's van de rechtsfaculteit Leuven. Verder publiceerde hij ook nog cursussen bestemd voor de studenten in de rechten.
Dillemans was visiting professor aan de Universiteit van Londen (King's College), oprichter en voorzitter van het Europees Instituut voor sociale zekerheid, Koninklijk Commissaris voor de hervorming van de sociale zekerheid, voorzitter van de Nationale Hoge Raad voor Personen met een Handicap (NHRPH), van Caritas Catholica en van het Nationaal Fonds voor Wetenschappelijk Onderzoek (NFWO).
Van 1995 tot 2003 was hij voorzitter van de Vlaamse Raad voor Wetenschapsbeleid (VRWB). Van 1995 tot 1999 was hij bestuurder van Umicore en van 2007 tot 2010 van het Vlaams-Europees Verbindingsagentschap.

## Rector
Van 1978 tot 1981 was hij decaan van de Faculteit Rechtsgeleerdheid en van 1985 tot 1995 rector van de KU Leuven, als opvolger van Pieter De Somer en voorganger van André Oosterlinck. In 1989 richtte hij, onder meer als tegengewicht voor het studentenblad Veto, het universitair magazine CampusKrant op.
Eind 1995 kreeg Dillemans van minister van Onderwijs Luc Van den Bossche (SP) de opdracht een aantal pistes te onderzoeken ter optimalisatie van het universitaire aanbod in Vlaanderen. Met zijn opmerkingen over onder meer de VUB en de UA oogstte hij kritiek.
Roger Dillemans is een verdediger van het confederalisme in België. Als een van de Vlaamse universitaire vertegenwoordigers was hij in de jaren 1960 betrokken bij Leuven Vlaams, de splitsing van de Leuvense universiteit. Later was hij ook betrokken bij de splitsing van het Nationaal Fonds voor Wetenschappelijk Onderzoek (NFWO), nu FWO Vlaanderen. Verder is hij een van de initiatiefnemers van het Lentemanifest 2006.

## Onderscheidingen
Vanwege zijn verdiensten werd hij in 1991 opgenomen in de Belgische erfelijke adel, met de persoonlijke titel van baron. Zijn wapenspreuk luidt God is mijn schild.
Hij is doctor honoris causa van
- University Kyung Hee (Seoel)
- Kansai University (Osaka)
- Catholic University of America (Washington)
- Loyola College (Baltimore)

Hij is ook ereburger van Leuven en Bertem.
De KU Leuven heeft het "Fonds Roger Dillemans" opgericht dat door middel van mecenaatsinkomsten excellentiebeurzen voor hogere specialisatieopleidingen toekent.

## Publicaties
- De erfrechtelijke reserve, Leuven, 1960.
- Handboek van het Belgisch sociaal recht (met Fernand Van Goethem), Antwerpen, 1962.
- Beginselen van burgerlijk recht: huwelijksgoederenrecht (met Fernand Van Goethem), Leuven, 1962.
- Beginselen van privaatrecht (met Jef Van Langendonck en A.-M. Dancot-Devriendt).
- Wetboek sociaal zekerheidsrecht (met J. René Rauws), Gent, 1968; 1980.
- Handboek van sociale zekerheid (met A.-M. Dancot), Leuven, 1969; 1971-72.
- Erfrecht, Antwerpen, 1971.
- Beginselen van Belgisch privaatrecht. 7: Testamenten, Antwerpen, 1971; 2de herz. uitg. 1985.
- Basiswetgeving sociale zekerheid (met Jozef Van Langendonck en A.M. Dancot-Devriendt), Gent, 1975.
- Handboek van sociale zekerheid (met Josse van Steenberge en J. van Langendonck), Leuven, 1975.
- Huwelijksvermogensrecht, Antwerpen, 1977; 1979; 4de ed. 1990.
- Wegwijs in de doolhof van rechten, verplichtingen, voorzieningen (met Anne De Moor), Leuven, 1977; 1984.
- Wegwijs recht (met Anne De Moor), Leuven, 1982; 3de uitg. 1984; bijgew. 4de uitg. 1987; 5de voll. nieuwe ed. 1990.
- Burgerlijk recht (met Jozef Kokelenberg en Nan Torfs), Gent, 1982-2004.
- De rechtsgids (met anderen), Gent, 1982-2004.
- Handels- en economisch recht (met Gabriel Ballon), Gent, 1984-2004.
- De hervorming van de ziekteverzekering: van de wet Leburton tot de voorstellen Dehaene (met M. Delhuvenne en Herman Nys), Antwerpen, 1984.
- Eindverslag van het voorzitterschap, Koninklijke Commissie belast met de Codificering, de Harmonisering en de Vereenvoudiging van de Wetgeving betreffende de Sociale Zekerheid in het Kader van de Algemene Hervorming van die Wetgeving, Brussel, 1985.
- Wegwijs Gezondheid (met Jacqueline Bande-Knops en Marcel Renaer), Leuven, 1985; 1991.
- Sociaal recht (met Dries Simoens en Othmar Vanachter), Gent, 1985-2004.
- Cultuur: de uitdaging (met Clément Neutjens en Leo Pauwels), Leuven, 1986.
- Wegwijs Cultuur (met Reginald De Schrijver), Leuven, 1986; 2de voll. herz. ed. 1992.
- Beginselen van Belgisch privaatrecht (met Walter Van Gerven), Brussel, 1987.
- Wetenschap nu en morgen (met Paul De Meester en Guido Fauconnier), Leuven, 1989.
- Wegwijs Geld (met Mark Eyskens en Walter Van Gerven), Leuven, 1990.
- Gerechtelijk recht en notariaat (met Jean Lemmens en Paul Lemmens), Gent, 1992-2004.
- Wegwijs Wonen (met André Loeckx en Herman Neuckermans), Leuven, 1993.
- Blauwdruk voor een haalbare aanpassing van de sociale zekerheid, Leuven, 1993.
- Bouwstenen voor een nieuwe sociale zekerheid, Leuven, 1993.
- Wegwijs Politiek (met Clem De Ridder en Mark Deweerdt), Leuven, 1994.
- Sociale zekerheid, verdere ideeën, Leuven, 1994.
- Op de vleugelen der inspiratie: uit 1000 toespraken van rector Roger Dillemans (1985-1995), Leuven, 1996.
- Constitutioneel en administratief recht (met Paul Van Orshoven), Gent, 1996-2004.
- Wegwijs Cultuur (met Annick Schramme), Leuven, 2005.